# Apolemiidae
Apolemiidae är en familj av nässeldjur som ingår i ordningen Siphonophora och klassen hydrozoer. Enligt Catalogue of Life omfattar familjen Apolemiidae tre arter som alla placeras i sitt eget släkte: 
- Trassligt havssnöre (Apolemia uvaria)
- Ramosia vitiazi
- Tottonia contorta